# Park Stare Koryto Warty w Poznaniu
Park Stare Koryto Warty – park zlokalizowany w miejscu zasypanego w latach 60. XX w. koryta rzeki Warty na Chwaliszewie w Poznaniu.

## Opis
Park powstał w miejscu dawnego, zasypanego w latach 60. XX w. koryta rzeki Warty. Projekt parku stworzono w latach 2013–2015, natomiast prace na terenie, który był dotąd niezagospodarowany ruszyły w 2014. Wówczas między innymi ukształtowano i uporządkowano obszar przyszłego założenia parkowego. Punktem wyjścia rewitalizacji były prowadzone na szeroką skalę konsultacje społeczne.
Jedną z inspiracji są meandry koryt rzecznych oraz towarzyszące im ukształtowanie terenu i zieleń. Na obszarze parku zaprojektowano ścieżki spacerowe, strefę kultury, drogi rowerowe, przestrzenie rekreacyjne, amfiteatr, plac z fontanną i plac zabaw. W celu uszanowania dawnego przebiegu Warty, zrezygnowano z nasadzeń drzew w miejscu dawnego przebiegu rzeki, lokalizując je jedynie na obrzeżach założenia parkowego. Projekt zakładał utworzenie dużej ilości zieleni, w tym ozdobnych traw i krzewów, które zostały tak dobrane, by park nawet w zimowej scenerii tworzył grę kolorów i faktur. Za koncepcję parku odpowiada pracownia architektoniczna 1050 Pracownia Architektury.
W parku posadzono ponad 100 drzew, 16 tys. krzewów, 10 tys. bylin i traw ozdobnych. Ustawiono 160 ławek i 30 koszy na odpady. Rowerzyści mogą korzystać z 20 miejsc postojowych. Zakład Usług Komunalnych w Poznaniu wybudował dwie toalety automatyczne. Założono ponadto ponad 13 tys. m² trawnika. Park zajmuje powierzchnię prawie 3 hektarów. Zadbano o kwestię bezpieczeństwa instalując w parku monitoring, na który składa się 9 kamer. Park oddano do użytku w 2016. Powstanie parku nie oznacza, że zarzucono pomysł odkopania starego koryta Warty. Nie nastąpi to jednak w przeciągu najbliższych lat, bowiem takie przedsięwzięcie jest poza zasięgiem finansowym miasta. Na terenie parku od strony ul. Ewangelickiej, stoi pawilon tzw. „Nowej Gazowni”. W 2018 zmieniono nazwę na „Pawilon”, który pełni funkcje kulturalne. Operatorem budynku jest Galeria Miejska Arsenał. W 2021 w parku odsłonięto tablicę upamiętniającą poznańskich kawalerów Orderu Uśmiechu. 

## Plac zabaw
Plac zabaw dla dzieci powstał na podstawie indywidualnego projektu, w którym zastosowano wiele innowacyjnych rozwiązań. Na placu zainstalowano sprzęty zabawowe dla dzieci ze wszystkich grup wiekowych, również dla najmłodszych dzieci w wieku 1–3 lat, dla których wybudowano plac zabaw „Labirynt”. Urządzenia do zabawy dostosowano do potrzeb dzieci niepełnosprawnych, umożliwiając im zabawę w grupach z innymi dziećmi. Na placu zabaw oprócz tradycyjnych zjeżdżalni, karuzeli, bujaczków znajdują się również innowacyjne urządzenia: podesty grające, misy do kołysania, tablice edukacyjne, stolik do przesypywania piasku i domki do kreatywnej zabawy. Potrzebę ruchu u dzieci zaspokajają: trampoliny, ściana wspinaczkowa, lina do wspinania, zjazd linowy, obrotowa huśtawka linowa, huśtawka żuraw, parkur i linearium. Plac zabaw dla dzieci spełnia wszystkie wymogi bezpieczeństwa, został wybudowany na bezpiecznych nawierzchniach elastycznych, antypoślizgowych, piaskowych i trawiastych.

## Nagroda
Towarzystwo Urbanistów Polskich przyznało miastu Poznań nagrodę za najlepiej zagospodarowaną przestrzeń publiczną w Wielkopolsce. Nagrodę za realizację Parku Stare Koryto Warty odebrał Maciej Wudarski, zastępca prezydenta Poznania. Nagrodę wręczono podczas zorganizowanego przez Towarzystwo Urbanistów Polskich „XI Dnia Urbanisty”, które przypadał w czasie trwania targów „Budma”. Kapituła doceniła projekt parku w Starym Korycie Warty, ze względu na dostosowanie do potrzeb osób w różnym wieku, a także za wysokie walory estetyczne oraz powiązania zrealizowanej przestrzeni z otoczeniem.

## Galeria

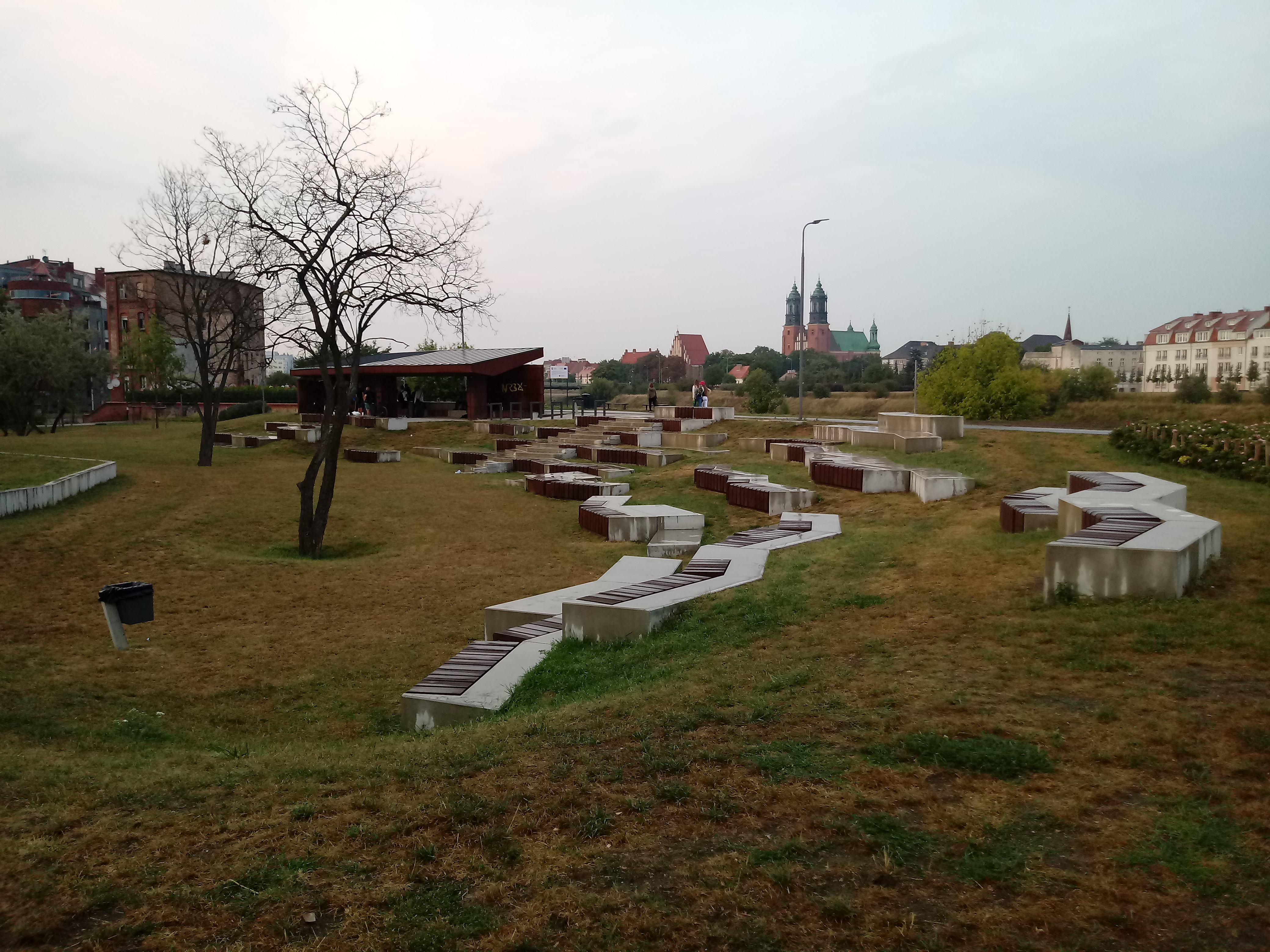
Amfiteatr, w tle wiata widokowa
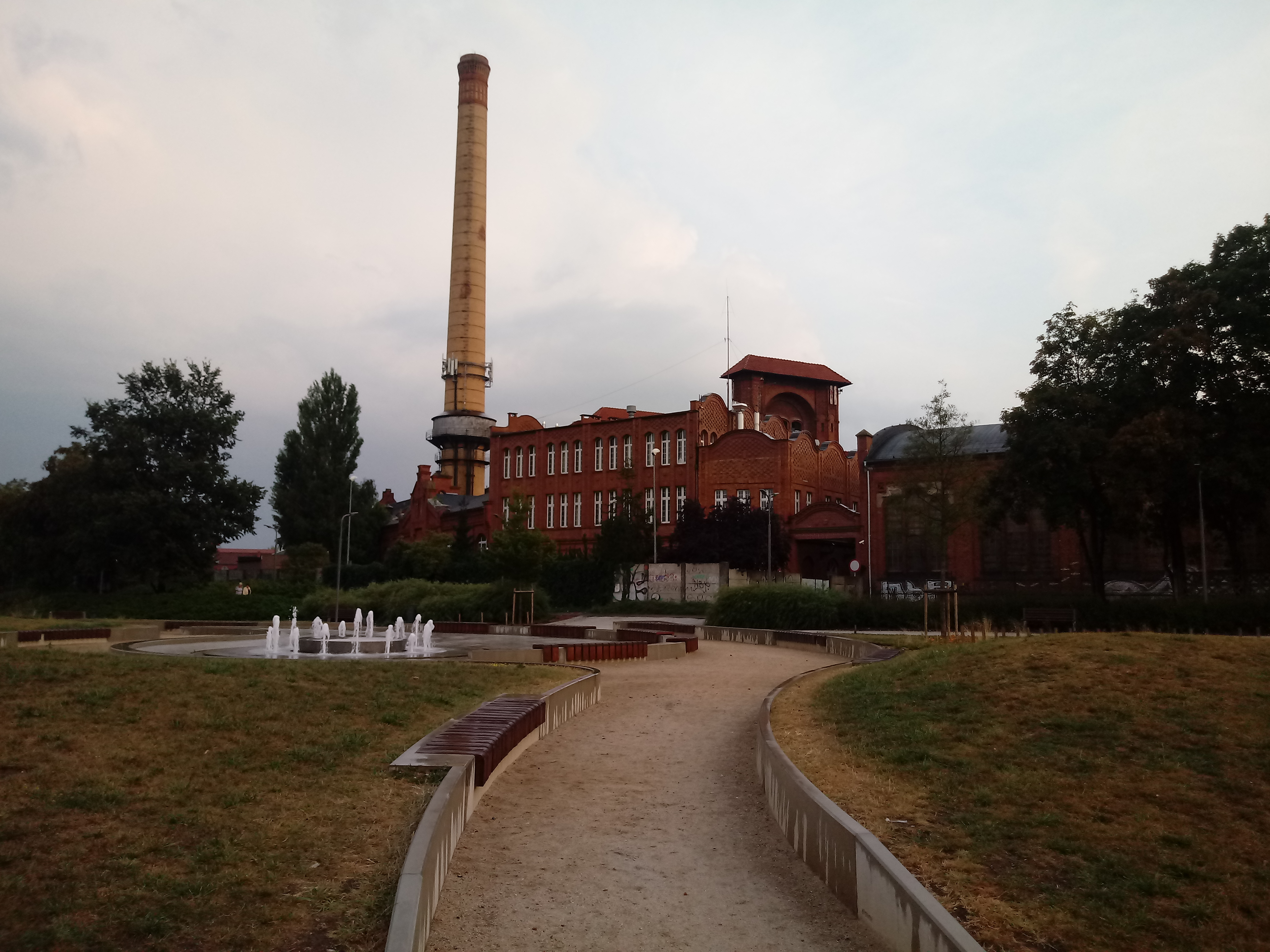
Plac z fontanną, w tle stara gazownia miejska
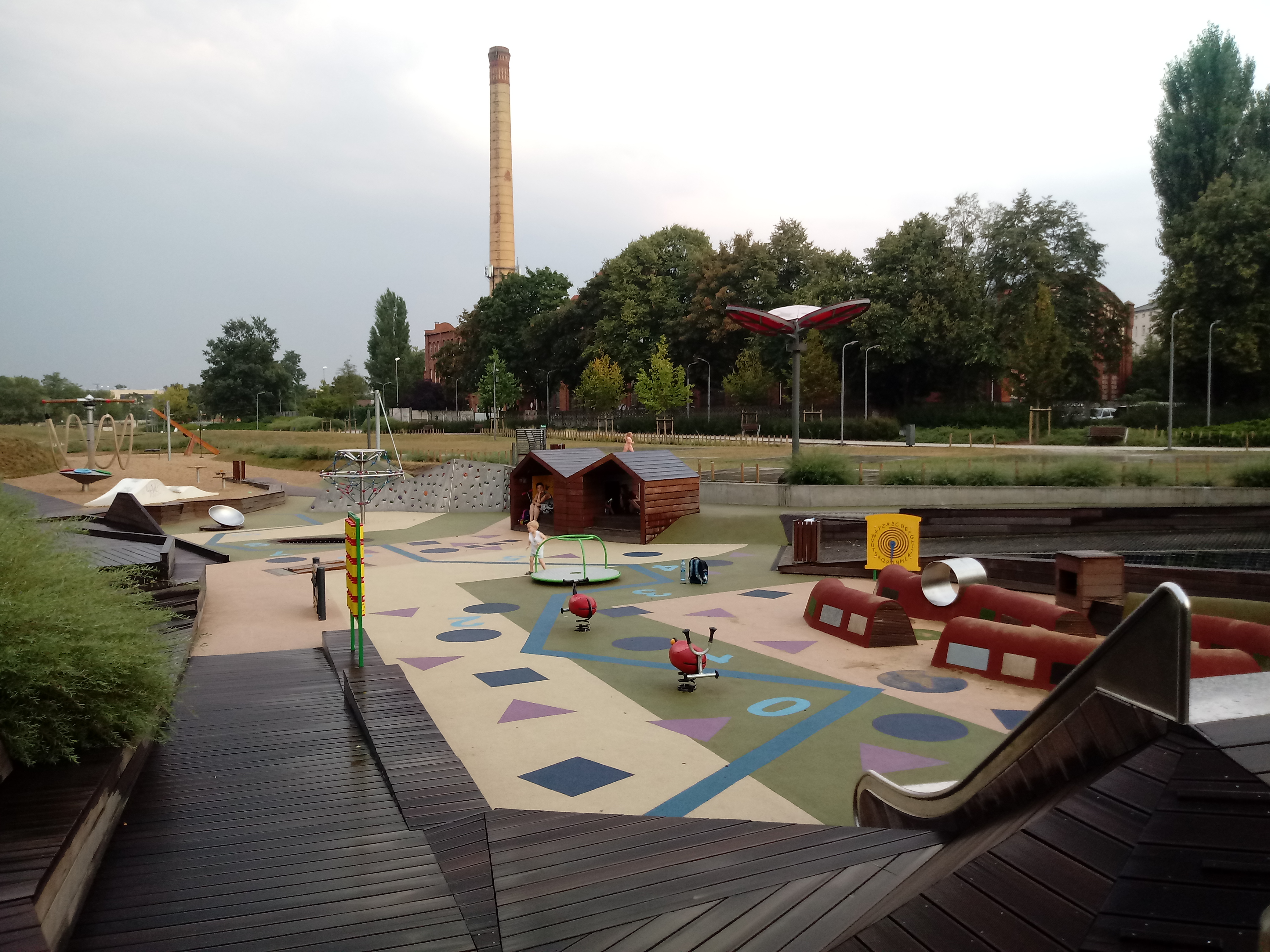
Plac zabaw „Wartofrajda”
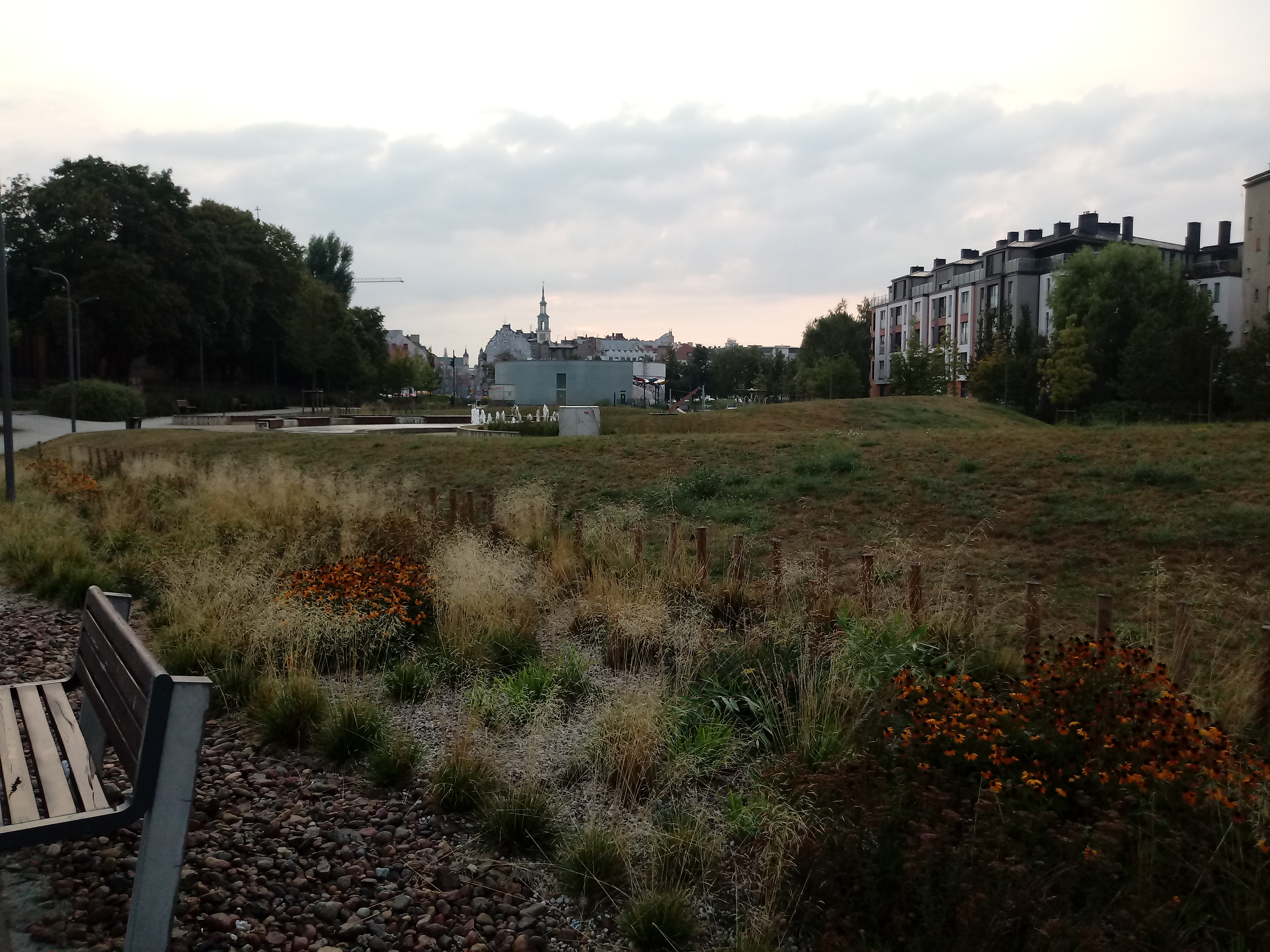
Widok w kierunku Starego Miasta
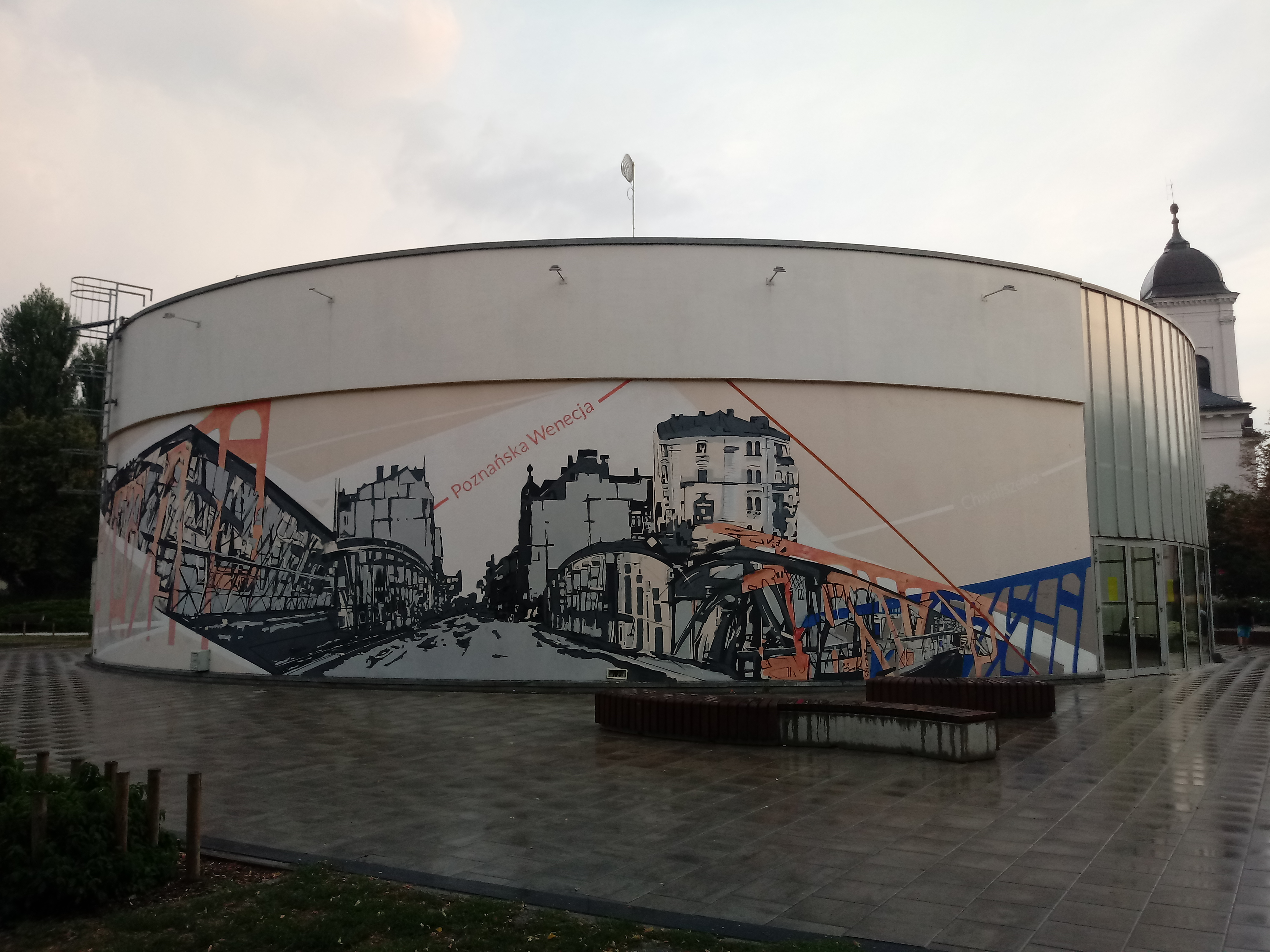
Pawilon „Nowa Gazownia”, po zmianie nazwy w 2018 „Pawilon”
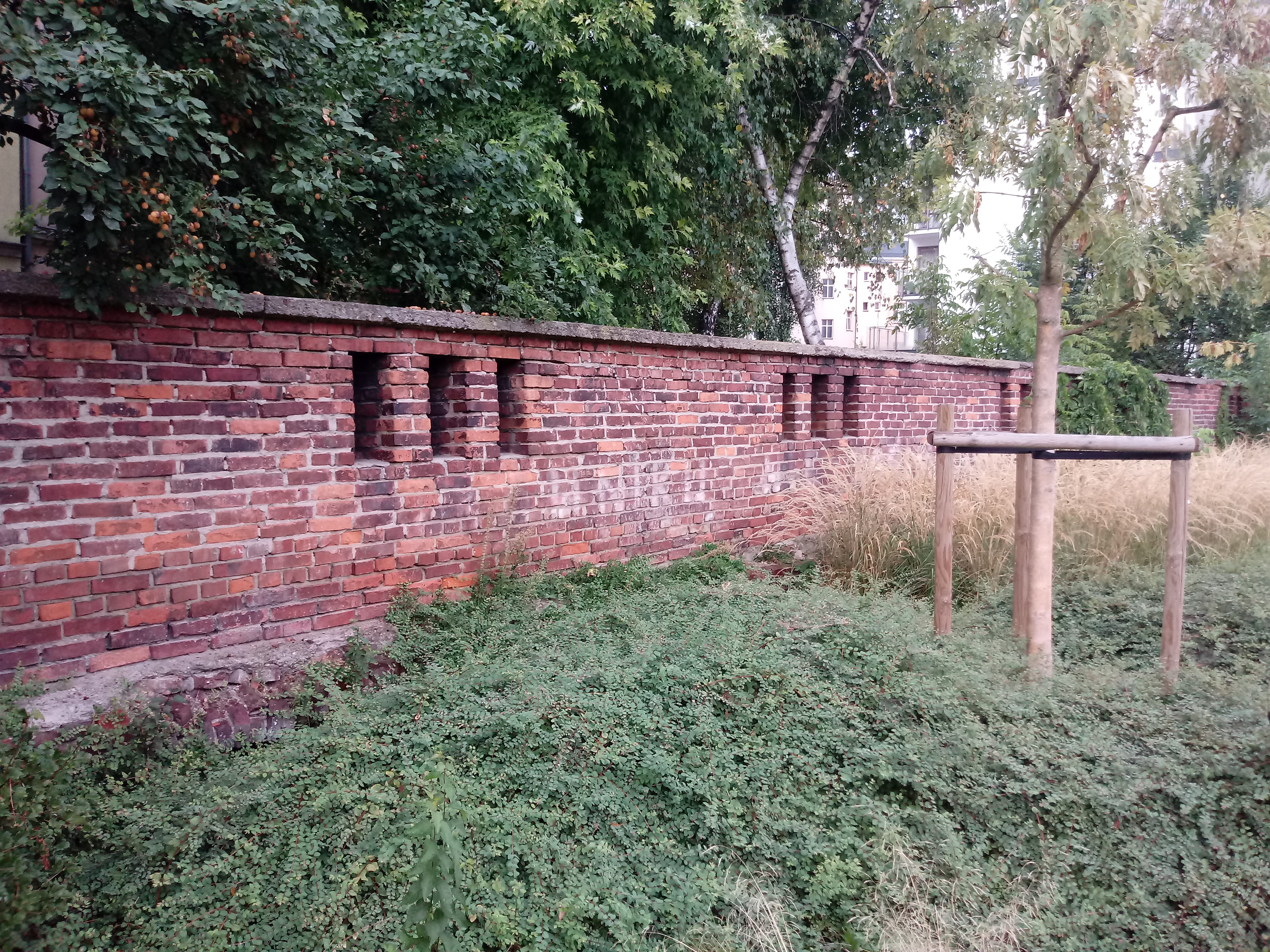
Mur dawnego nabrzeża